# Краснояров, Фёдор Семёнович

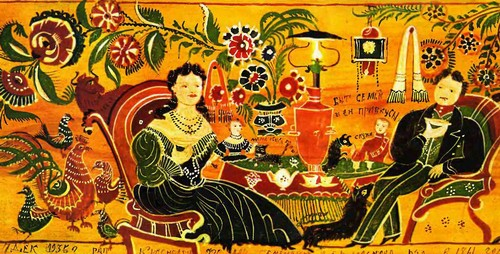
Ф. С. Краснояров. Чаепитие с хозяйством (Быт семьи и её привкусы). Панно, 1935 год.

Фёдор Семёнович Краснояров (1861—1943) ― художник, мастер городецкой росписи.

## Жизнь и творчество
Фёдор Семёнович родился в 1861 году, происходил из семьи потомственных резчиков. Фёдор Краснояров всю свою сознательную жизнь держал в руках кисть, в 12 лет трудился наравне со взрослыми, писал на донцах котиков, коней, барынь. Он был талантливым, энергичным, самостоятельно научился грамоте, в армии Фёдор Семёнович прошёл путь от солдата до унтер-офицера. Вернувшись из армии Фёдор Краснояров снова принялся рисовать. В 1889 году после смерти отца Семёна Фроловича Красноярова, Фёдор стал главой семейства. Фёдор Семёнович ввёл в промысел дочь Марию и сыновей Карпа, Ивана, Тимофея, который стал знаменитым игрушечником. В родной деревне Косково Городецкого района Фёдор Семёнович Краснояров пользовался особым доверием односельчан, которые не раз избирали его сельским старостой.
В 1935 году в Косково приехал художник Иван Иванович Овешков, который открыл в деревне художественную мастерскую и привлек в неё лучших мастеров, в числе которых был Фёдор Семёнович Краснояров. Фёдор Краснояров в художественной мастерской находился на особом положении. Краснояров Ф. С. работал всегда по-своему, знатоки отмечали:

Наряду с привычными городецкими розами-купавками, он писал и свои цветы, краснояровские, в городецкой росписи ранее небывалые: например, из середины розы у него неожиданно вырастал другой цветок, а иногда два или три. На одном стебле он часто рисовал цветы разные, объединяя самые разнообразные растительные формы сочной белильной разживкой.
Фёдору Семёновичу хорошо удавались животные, он мог передать и движение их, и повадку. Красноярову Ф. С. принадлежат декоративные панно «Красноармейцы» и «Чаепитие с хозяйством», которые хранятся в Нижегородском музее истории художественных промыслов.
Фёдор Семёнович был новатором в искусстве городецкой игрушки, сам выработал особый вид деревянной потешки — пропильную игрушку из фанеры с двусторонней росписью. Ф. С. Краснояров брался за сюжеты из жизни старого Городца, он выпиливал и раскрашивал петушков, важных мужчин в цилиндрах, барынь.
Коллекцию Государственного исторического музея в городе Москве украшают пять таких фигурок Фёдора Красноярова.
Фёдор Семёнович Краснояров мог «оживлять» затейливые сучья и корни, подправив ножом и раскрасив, превращал свои лесные находки в забавного человечка, в зверя или в птицу. В 1947 году эти изделия Красноярова Ф. С. были переданы в Загорский художественно-педагогический музей игрушки.
Скончался Краснояров Фёдор Семёнович в 1943 году.